# Mojca Sagmeister
Mojca Sagmeister (ur. 6 marca 1996) – słoweńska pływaczka, specjalizująca się głównie w stylu dowolnym.
Brązowa medalistka mistrzostw Europy z Debreczyna w sztafecie 4 x 200 m stylem dowolnym.
Uczestniczka igrzysk olimpijskich w Londynie (2012) na 400 m stylem dowolnym (32. miejsce) oraz w sztafecie 4 x 200 m stylem dowolnym (12. miejsce).